# Hartwall (släkt)
Släkten Hartwall är en finländsk släkt som är största ägare i flera finländska börsbolag.
Släkten har i omkring 170 år varit engagerad i dryckesbranschen, bland annat med tillverkning och försäljning av mineralvatten, Coca Cola och öl. Under 2000-talet har släkten, efter en storaffär som de tjänade omkring en miljard euro på, gått ifrån dryckesbranschen. Istället har den investerat i Stockmann, Konecranes och Cramo. 2010 blev Telia Soneras tidigare styrelseordförande Tom von Weymarn styrelseordförande i Hartwall Capital.

## Historik
Victor Hartwall grundade företaget och han ledde Hartwall 1836-1857. Under denna tid var företaget inriktat på tillverkning och försäljning av mineralvatten. Företagets grundare deltar även i etableringen av bad- och hälsoanstalten Wesilä i Brunnsparken. 1865 grundar sonen August Ludvig kiosker med mineralvatten och senare även läsk. Under 1900-talets början ökar efterfrågan och tillverkningen industrialiseras. 1949 lanseras Jaffa och 1956 ingår Hartwall avtal om att få börja tillverka Coca Cola. Under 1960-talet bygger företaget en ny fabrik i Kånala och köper Karjala-bryggeriet Lappeenranta-Lauritsala. Det köper också Bock bryggeri, Aura, Lapin Kulta och Mallasjuoma.